# Кавендиш-Скотт-Бентинк, Уильям, 5-й герцог Портленд
Уильям Джон Кавендиш-Скотт-Бентинк, 5-й герцог Портлендский (17 сентября 1800 – 6 декабря 1879) — офицер британской армии, который запомнился из-за своего эксцентричного поведения. Затворник, который предпочитал жить в уединении, Джон Бентик имел сложный подземный лабиринт, выкопанный под его владениями в Уэлбек-Эбби в Северном Ноттингемшире

## Биография
Родился в Лондоне у Уильяма Бентинка, 4-го герцога Портленд и его жены Генриетты, дочери генерала Джона Скотта. Он был крещен в церкви Святого Георгия, Ганновер-сквер, 30 сентября 1800 года. Четвёртый из девяти детей, он был известен под своим вторым именем, Джон, так как все мужчины в семье имели первое имя "Уильям". Он был братом Шарлотты Денисон, будущей жены Джона Эвелина Денисона, 1-го виконта Оссингтона. Джон Бентинк получил домашнее образование. Служил в армии с 1818 года, поступив прапорщиком в пешую гвардию, а затем перевелся в 7-ю легкую Драгунскую гвардию в 1821 году, где стал капитаном, затем во 2-м полку лейб-гвардии в 1823 году. По сообщениям, он страдал от летаргии из-за своего «хрупкого здоровья». Будучи младшим сыном, он изначально не мог унаследовать титул, но после смерти своего брата Уильяма Генри в 1824 году он стал Маркизом Титчфилда и наследником герцогства своего отца и был избран членом парламента от Тори, чтобы сменить своего брата в палате общин от округа Кингс-Линн. Это было место, традиционно занимаемое членом его семьи. Несмотря на то, что он был твердым сторонником консервативной партии, Джон никогда не был особенно политически активным и редко выступал в обеих палатах парламента.
Он оставался членом парламента до 1826 года, когда уступил свое место по состоянию здоровья своему дяде Лорду Уильяму Бентинку. Кроме политики, 5-й герцог был страстным охотником и стрелком. С 1824 по 1834 год он также занимал чин капитана в Королевских Вест-Индских Рейнджерах, на половинном жаловании, это была синекура, так как этот полк был расформирован в 1819 году. После ухода из армии он провел некоторое время в континентальной Европе, в связи с ухудшением здоровья. В числе его недугов были кратковременная потеря памяти и радикулит.
27 марта 1854 года он унаследовал от своего отца титул герцога Портлендского. Хотя титул также давал ему место в Палате лордов, ему потребовалось три года, чтобы занять свое место, он не принимал присягу до 5 июня 1857 года. Он не проявлял особого интереса к политической деятельности, хотя и поддерживал вигов и Роберта Пиля. С 1859 до своей смерти он был также помощником лорда-наместника Ноттингемшира.

### Аббатство Уэлбек
Основные строительные операции и разработки герцога в его поместье «Аббатство Уэлбек», в которых он принимал активное участие, сильно занимали умы публики. Они стоили огромных денег и задействовали тысячи местных жителей, как квалифицированных рабочих, так и не имеющих профессии. Хотя время от времени возникали трудовые споры по поводу заработной платы и рабочего времени, герцог был в очень хороших отношениях со своими многочисленными служащими и заслужил прозвище «друг рабочих».
Аграрные угодья аббатства занимали площадь в 22 акра (8,9 га), окруженные высокими стенами с углублениями, в которых можно было разместить жаровни, чтобы помочь созреванию фруктов. Одна из стен, персиковая стена, имела длину более 1000 футов (300 м). Был построен огромный манеж для верховой езды, 396 футов (121 м) в длину, 108 футов (33 м) в ширину и 50 футов (15 м) в высоту. Его освещали 4000 газовых рожков. Как и многие другие современные британские аристократы, герцог любил лошадей — в его конюшнях содержалось сто лошадей, но он никогда не занимался верховой ездой в этом манеже. Когда катание на роликах стало популярным, герцог установил рядом с озером каток для своих сотрудников и всячески поощрял их пользование этим катком.
Герцог приказал убрать из всех комнат Уэлбекского аббатства мебель, включая гобелены и портреты, которые он хранил в другом месте. Он занимал четыре или пять комнат в западном крыле особняка, которые были очень скудно меблированы. К 1879 году здание пришло в плачевное состояние, и комнаты герцога оказались единственными пригодными для жилья. Все комнаты были выкрашены в розовый цвет, с голыми паркетными полами, мебель отсутствовала, кроме одного комода в углу.

### Подземелье
Отец герцога, полагая, что дубов может не хватить для строительства и прочих нужд, посадил сотни деревьев. Его сын использовал дерево, чтобы построить комплекс подземных помещений и туннелей. Туннели под поместьем, как предполагалось, составили 15 миль (24 км), соединяя различные подземные помещения и надземные здания. Они включали в себя туннель длиной 1000 ярдов (910 м) между домом и домом для верховой езды, достаточно широкий, чтобы несколько человек могли идти бок о бок. Параллельно этому шел менее комфортабельный туннель для рабочих. Туннель длиной 1,25 мили (2 км) тянулся на северо-восток от каретного сарая к южной сторожке. Предположительно, он был достаточно широка для разъезда двух экипажей. Он имел куполообразные световые люки (хорошо видимые с поверхности) и ночью освещался газовым светом.
Подземные комнаты (все они были окрашены в розовый цвет).Здесь был большой зал длиной 160 футов (49 м) и шириной 63 фута (19 м), который первоначально предназначался для часовни, но остался в качестве картинной галереи и бального зала. В бальном зале, как сообщается, был гидравлический лифт,который мог поднять 20 гостей с поверхности и потолок, который был окрашен в виде гигантского заката. Герцог никогда не устраивал никаких танцев в бальном зале. Другие подземные помещения включали библиотеку длиной в 250 футов (76 м), обсерваторию с большой стеклянной крышей и огромный бильярдный зал.

## Эксцентричность
Герцог был очень замкнут и хорошо известен своей эксцентричностью; он не хотел встречаться с людьми и никогда никого не приглашал к себе домой. Он нанимал сотни людей на различные строительные проекты, и хотя им хорошо платили, им не разрешалось разговаривать с ним или приветствовать его. Рабочий, который поднял шляпу перед герцогом, был тут же уволен. Арендаторы его поместий знали о его желаниях и о том, что они должны были игнорировать его, если проходили мимо. В его комнатах стояли двойные почтовые ящики - один для входящей, другой для исходящей корреспонденции. Только камердинеру дозволялось лично видеть герцога в его покоях — он не впускал даже доктора, а арендаторы и рабочие получали все инструкции в письменном виде.
Все его дела с адвокатами, агентами и государственными деятелями решались по почте. Герцог поддерживал обширную переписку с широким кругом родственников и друзей, включая Бенджамина Дизраэли и лорда Пальмерстона. Он, как известно, не водил компанию с дамами, и его застенчивость и интровертность со временем усилились. Его затворнический образ жизни привел к слухам, что герцог был безобразен, безумен или склонен к диким оргиям, но современные свидетели и сохранившиеся фотографии представляют его как нормального человека.
Он отваживался выходить на улицу только ночью, при этом его сопровождала служанка, несущая фонарь в 40 ярдах (37 м) впереди него. Если он выходил днем, герцог надевал два пальто, чрезвычайно высокие шляпу и воротник и нёс очень большой зонтик, за которым прятался, если кто-то обращался к нему. Если у герцога были дела в Лондоне, в Уорксопе он грузил свой экипаж в железнодорожный вагон, чтобы воспользоваться им в столице. Когда он прибывал в свою лондонскую резиденцию, Харкорт-Хаус на Кавендиш-сквер, всем слугам было приказано не попадаться ему на глаза, и он спешил в свой кабинет через парадный холл. Он настаивал на том, чтобы в любое время дня была готова поджаренная курица, и слуги отправляли ему еду на отапливаемых тележках, которые ехали по рельсам через туннели.

## Дети
Есть основания полагать, что у герцога была дочь Фанни (Фанни Лоусон; 1855-1917) и, возможно, два сына, Уильям (ок. 1852-1870) и Джозеф, все они были незаконнорожденными. У Фанни было два сына, Джордж и Бертрам Лоусоны, оба из которых с отличием служили в армии во время Первой Мировой войны и имели многочисленных потомков, живущих и в наши дни. Герцог много раз в течение жизни завязывал отношения, но всегда скромные и сдержанные. Поэтому его семья говорила, что из-за несчастного случая в его юности он, вероятно, не сможет иметь детей. Этот диагноз был неверным; современное медицинское мнение считает бесплодие «маловероятным» причиной в этом случае. Он также чрезвычайно любил оперу, и в раннем возрасте ухаживал за певицей Аделаидой Кембл. На самом деле он сделал предложение Аделаиде, но она ему отказала.

## Смерть
Герцог умер 6 декабря 1879 года в своей лондонской резиденции Харкорт-Хаус. Он был похоронен в простой могиле на большом участке на кладбище Кенсал-Грин в Северном Лондоне. Поскольку его младший брат Генри Уильям умер 31 декабря 1870 года, титул герцога Портлендского перешел к его двоюродному брату Уильяму Кавендишу-Бентинку.
Департамент рукописей и специальных коллекций Ноттингемского университета содержит ряд документов, относящихся к 5-му  герцогу Портленда: личные и политические документы 5-го герцога (Pw K) являются частью коллекции Портленда (Уэлбек); а коллекция Портленда (Лондон) (Pl) содержит документы, относящиеся к имущественному бизнесу 5-го герцога и к "делу Дрюса". Галерея Харли устраивает выставки из произведений, принадлежащих к коллекции Портленда, в музее, который расположен в переоборудованном газовом заводе пятого герцога Портленда.
Документы поместья Портлендов, хранящиеся в Ноттингемширском архиве, также содержат предметы, относящиеся к имуществу 5-го герцога.

## Дело Дрюса
В 1897 году вдова Анна Мария Дрюс заявила, что герцог вел двойную жизнь как её тесть, лондонский обойщик по имени Томас Чарльз Дрюс, который предположительно умер в 1864 году. Вдова утверждала, что герцог инсценировал смерть своего альтер эго Дрюса, чтобы вернуться к уединённой аристократической жизни, и поэтому её сын должен быть наследником Портлендского поместья. Её ходатайство о вскрытии могилы Дрюса на Хайгейтском кладбище, чтобы показать, что гроб, погребенный в ней, был пуст и утяжелен свинцом, было опротестовано душеприказчиком Дрюса. Дело стало предметом продолжительного и безуспешного судебного разбирательства.
Когда было обнаружено, что дети Дрюса от бывшей жены жили в Австралии, претензии Анны Марии Дрюс были возобновлены, но она была помещена в приют в 1903 году. В том же году дело было продолжено Джорджем Холламби Дрюсом, который создал компании для финансирования своих судебных разбирательств в 1905 году. В 1907 году он даже обвинил в лжесвидетельстве Герберта Дрюса, старшего сына Томаса Чарльза Дрюса от его второй жены, за клятву о его присутствии в момент смерти отца в 1864 году. Герберт родился еще до свадьбы родителей и поэтому не имел права претендовать на Портлендский титул, даже если бы его отцом был герцог.